# Leonardo Sigali
Leonardo Germán Sigali, né le 29 mai 1987, est un footballeur argentin évoluant actuellement au poste de défenseur central au Racing Club.

## Palmarès
- Championnat de Croatie : 2015 et 2016
- Coupe de Croatie : 2015 et 2016
- Champion du monde des moins de 20 ans avec l'Argentine en 2007.